# Aston Martin AMR1
Cet article concerne le coupé de 1989. Pour la barquette de 2011, voir Aston Martin AMR-One.
Chronologie des modèles ([[]] - [[]])
L'Aston Martin AMR1 est une voiture de course de formule du groupe C développée en 1989 pour le constructeur automobile Aston Martin. Elle a participé au championnat du monde des prototypes sportifs en 1989 et aux 24 Heures du Mans en 1989.

## Conception
À la suite des efforts d'Aston Martin en tant que fournisseur de moteurs pour Nimrod Racing (en) et EMKA Racing au début des années 1980, il a été décidé qu'Aston Martin développerait sa propre voiture pour le championnat du monde de prototypes sportifs. Ainsi, fin 1987, un partenariat entre Peter Livanos, Victor Gauntlett, Richard Williams et Ray Mallock - par le biais de sa participation dans la société de course écossaise Ecurie Ecosse serait formé, créant une nouvelle société connue sous le nom de Proteus Technology Ltd. (Protech). L'équipe développerait et dirigerait le projet AMR1, en compétition pour la première fois au cours de la saison 1989.
Richard Williams a été nommé directeur général et chef d'équipe de l'organisation. Ray Mallock était directeur de l'ingénierie, avec lui, Max Boxstrom serait le concepteur principal et Reeves Callaway, de Callaway Cars Incorporated (en), construirait le moteur. Le châssis et la carrosserie conçus par Boxstrom seraient construits par la firme britannique Courtaulds. Pour le moteur, Callaway utiliserait des unités V8 de 5,3 L du Virage nouvellement lancé, se retrouvant avec un moteur de 6,0 L de 700 ch (522 kW) connu sous le nom de RDP87. Le moteur était équipé d'un réservoir de 100 litres avec une réserve de 6,5 litres pour une autonomie supplémentaire. Avec cette combinaison, un total de quatre châssis AMR1 seraient terminés au début de 1989.

## Histoire de la course
Une fois l'AMR1/01 terminée, les tests ont commencé en vue de la première course sur le circuit de Suzuka au Japon. L'AMR1/01 a été impliqué dans un accident lors d'essais à Donington Park et a été endommagé de manière irréparable. Ainsi, Aston Martin a été contraint de sauter le premier tour, encourant une amende de 250 000 $ par la règle nouvellement modifiée de la FIA qui obligeait les voitures C1 à participer à tout le tour de la saison, et à inauguré le châssis AMR1/01 à Dijon-Prenois, où il a terminé avec une décevante 17e place.
Bien qu'elle ne fasse pas partie du championnat du monde des prototypes sportifs en 1989, Aston Martin se tourne ensuite vers les 24 Heures du Mans. Deux voitures étaient engagées, châssis #01 et #03. Les voitures étaient sous-alimentées par rapport à leurs concurrents, se qualifiant 32e et 40e dans un peloton de 56 voitures. Pendant la course elle-même, les voitures ont pu rouler au milieu du peloton avant que l'AMR1/03 ne subisse des problèmes électriques et ne soit contraint à l'abandon pendant la première moitié de la course. AMR1/01 a pu continuer, a pu terminer à la 11e place du général.
En raison d'un manque de temps entre Le Mans et la 3ème manche du Championnat du Monde des Prototypes Sportifs, Aston Martin a décidé de le sauter, revenant à Brands Hatch où l'AMR1/04 a remporté une emballante 4ème place devant la foule britannique, suivie d'une 8e place au Nürburgring.
Pour la 6ème manche de l'année, le Championnat du Monde Sport Prototype est de nouveau revenu sur le sol britannique. Aston Martin a donc décidé de faire rouler deux AMR1 à Donington Park, en lançant le châssis #05 nouvellement construit. Les deux voitures ont pu terminer 6ème et 7ème. Les deux voitures ont de nouveau couru sur le circuit de Spa-Francorchamps où Aston Martin a subi son seul échec de la saison, le châssis n°04 ayant subi une panne de moteur. Cependant, le châssis n ° 05, qui avait maintenant été amélioré avec un V8 6,3 L de 720 ch encore plus puissant, a pu terminer à une respectable 7e place. Pour la manche finale au Mexique, Aston Martin a décidé de ne présenter que le châssis n°05, où il a terminé 8e.
À la fin de la saison, Aston Martin avait terminé 6e du championnat par équipes, derrière les équipes d'usine Mercedes-Benz, Porsche, Jaguar et Nissan, et avait réussi à vaincre l'équipe Toyota.

## Annulation

### AMR2
À la fin de la saison 1989, Protech commençait déjà le développement de l'AMR2 pour 1990. Avec l'intention que cette voiture coure aux côtés de deux autres AMR1 aux 24 Heures du Mans 1990. L'AMR2 combinait le châssis de l'AMR1, un V8 version III de 6,3 L plus récent et plus puissant, et une conception de carrosserie évoluée et plus aérodynamique. L'AMR2 était promis d'être plus rapide en ligne droite que l'AMR1 (avec une vitesse de pointe prévue de plus de 230 mph), un problème qui avait grandement gêné l'AMR1 au Mans.
Cependant, avec l'annonce de la FIA que la réglementation des moteurs du groupe C devait changer pour n'autoriser que les moteurs atmosphériques de 3,5 litres à partir de 1991, il n'y avait pas le budget disponible pour développer un nouveau moteur et Protech a été dissous et fermé en février 1990 avant que le châssis AMR2/06 soit terminé. AMR2/06 a ensuite été construit à partir de pièces restantes et équipé d'un corps AMR1. Esthétiquement AMR2/06 ressemble exactement à un AMR1 même avec la même livrée Mobil 1.

### AMR3
Peu de temps avant la fermeture de Protech, des plans pour une autre voiture de course avaient été mis en place. Pour une Aston Martin AMR3 de 1991, cette fois conçue par Tony Southgate . Mais Aston Martin a été contraint d'abandonner la course automobile en raison de l'instabilité économique de l'entreprise à l'époque. Ce serait la dernière voiture de course produite par Aston Martin pour quinze ans jusqu'au lancement de la DBR9 en 2005.

### Résultats

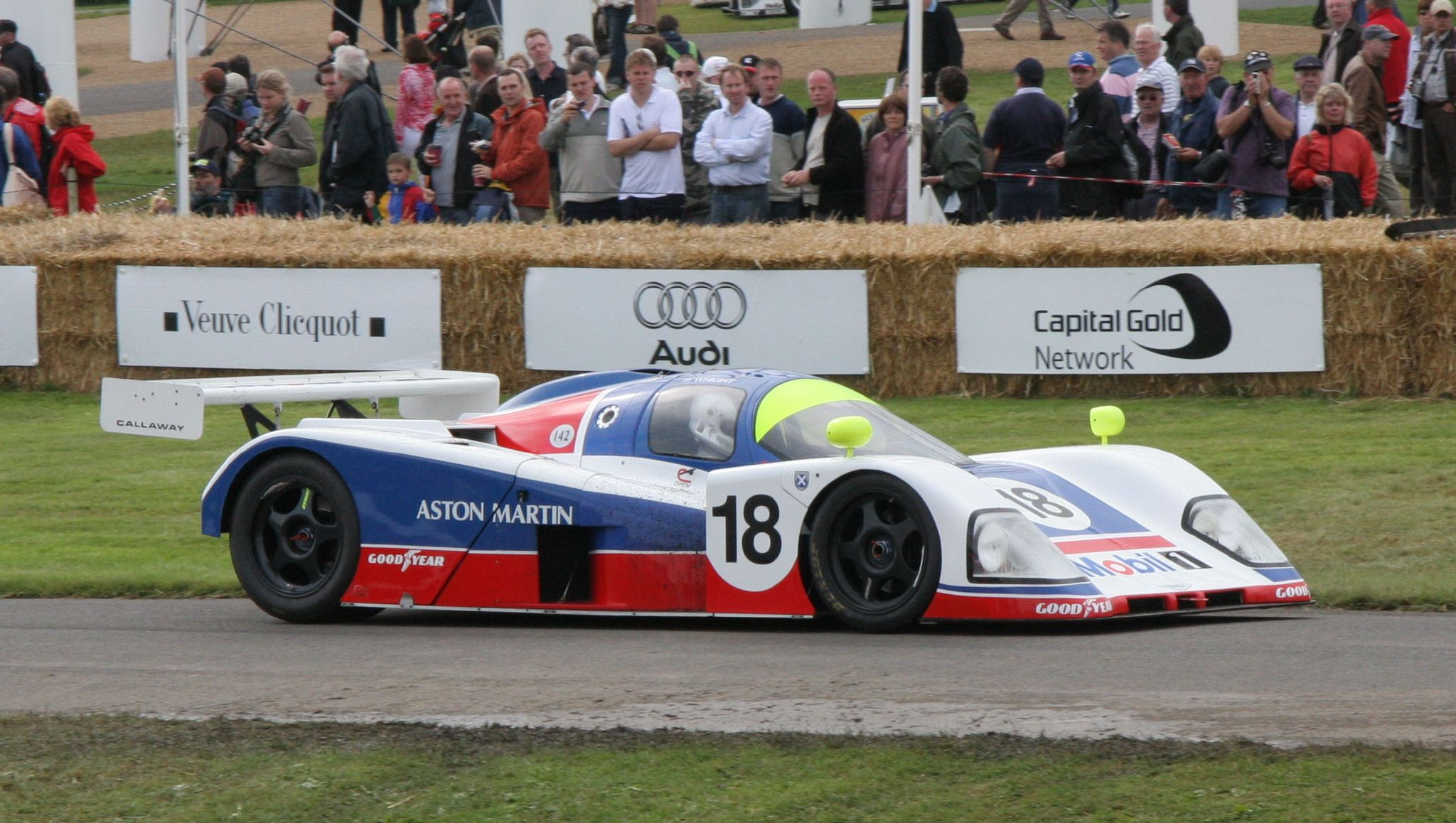
An Aston Martin AMR1 at Goodwood Festival of Speed 2007

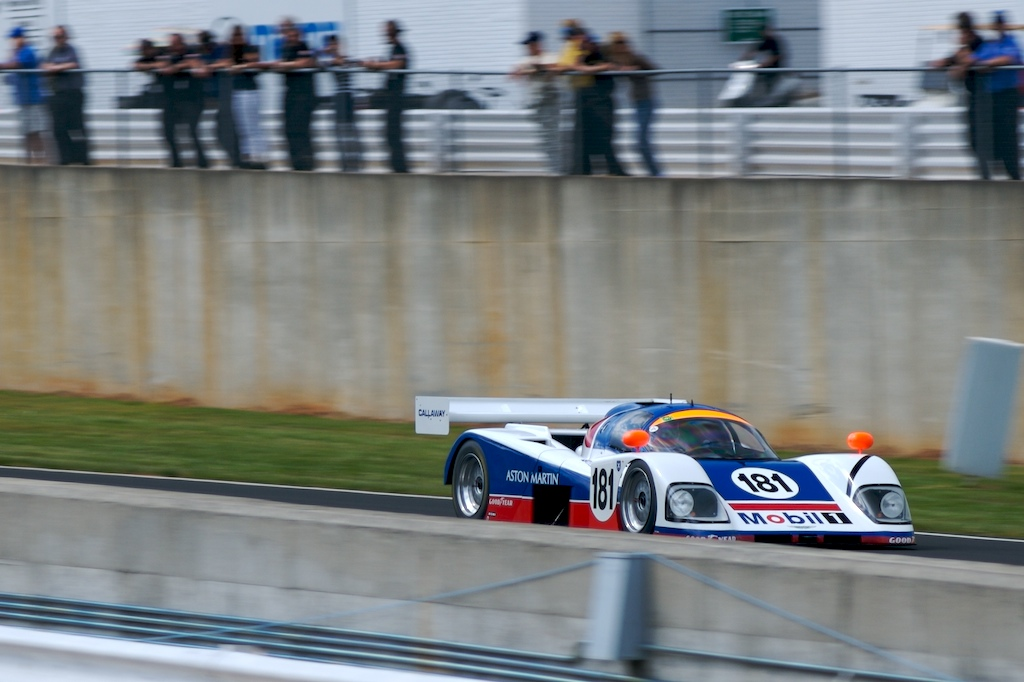
Une Aston Martin AMR1 maintenant utilisée dans les courses de voitures de sport historiques en Amérique du Nord

| Année | Course        | Chassis | Pilotes                                   | Pos  |
| ----- | ------------- | ------- | ----------------------------------------- | ---- |
| 1989  | Dijon 480 km  | AMR1/01 | Brian Redman David Leslie                 | 17th |
| 1989  | Le Mans       | AMR1/01 | Brian Redman Michael Roe Costas Los       | 11th |
| 1989  | Le Mans       | AMR1/03 | David Leslie Ray Mallock David Sears (en) | DNF  |
| 1989  | Brands Hatch  | AMR1/04 | Brian Redman David Leslie                 | 4th  |
| 1989  | Nürburgring   | AMR1/04 | Brian Redman David Leslie                 | 8th  |
| 1989  | Donington     | AMR1/04 | Michael Roe David Leslie                  | 6th  |
| 1989  | Spa 480 km    | AMR1/04 | Michael Roe David Leslie                  | DNF  |
| 1989  | Donington     | AMR1/05 | Brian Redman David Sears (en)             | 7th  |
| 1989  | Spa 480 km    | AMR1/05 | Brian Redman Stanley Dickens              | 7th  |
| 1989  | Mexico 480 km | AMR1/05 | Brian Redman David Leslie                 | 8th  |